# Coleman Hawkins Encounters Ben Webster

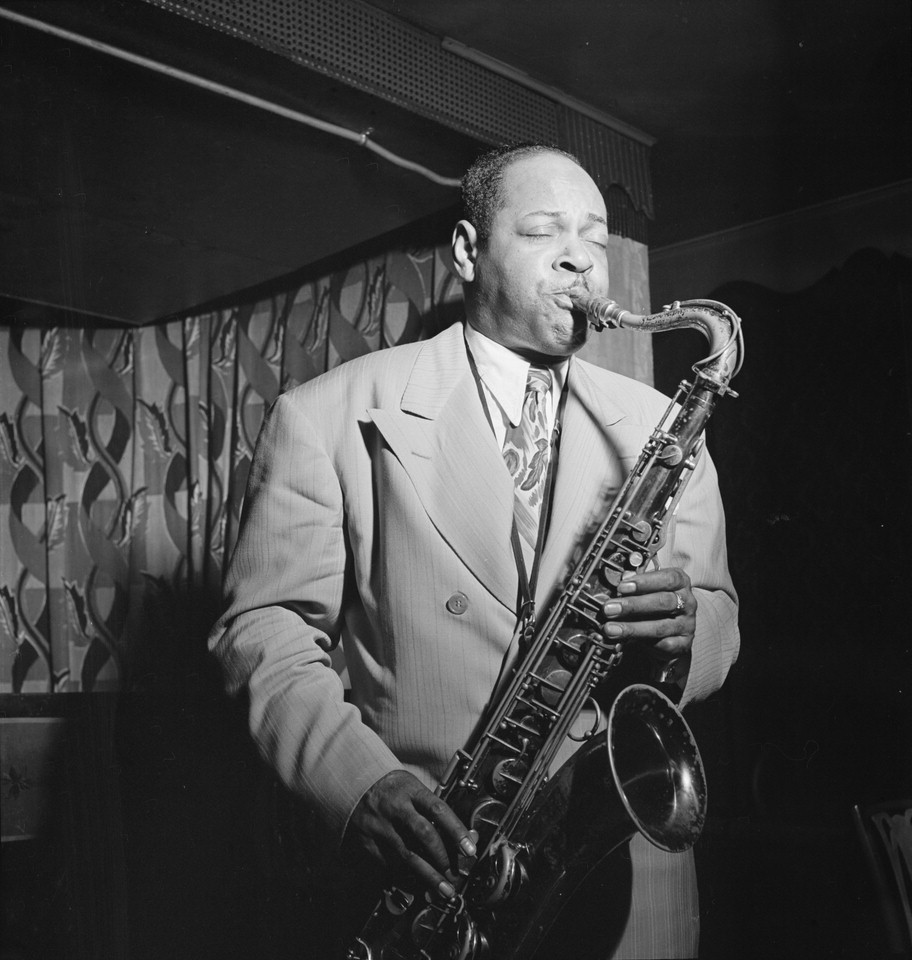
Coleman Hawkins im Spotlite Club, ca. September 1947. Fotografie von William P. Gottlieb

Coleman Hawkins Encounters Ben Webster ist ein Jazz-Album von Coleman Hawkins, aufgenommen am 16. Oktober 1957 und veröffentlicht 1959 auf dem Verve-Label.

## Vorgeschichte des Albums
Coleman Hawkins Encounters Ben Webster steht im Kontext des am Vortag ebenfalls für Verve aufgenommenen Ben Webster-Albums Soulville in fast identischer Besetzung sowie dem Album The Genius of Coleman Hawkins,
ebenfalls mit dem Oscar Peterson Quartet als Begleitgruppe. Das Encounters-Album gehört so in eine Reihe von Jazz-Alben, in denen Norman Granz das Quartett Oscar Petersons als Begleitband zahlreicher erfolgreicher Aufnahmen einsetzte, wie Roy Eldridges Album Roy and Diz 1954, Stan Getz and the Oscar Peterson Trio 1957, Lester Youngs Laughin to Keep from Cryin 1958 und Ben Webster Meets Oscar Peterson 1959, die heute zu den klassischen Alben des Mainstream Jazz gehören.
1957 war für den Swing-Tenoristen Hawkins ein gutes Jahr: Im Februar entstand ein Capitol-Album mit Streicher-Begleitung (The Gilded Hawk), im März nahm er mit Jay Jay Johnson, Idrees Sulieman und Hank Jones The Hawk Flies High für Prestige auf, gefolgt von Sessions mit so unterschiedlichen Künstlern wie Henry "Red" Allen oder Thelonious Monk und John Coltrane ("Monk's Music") im Juni. Im Oktober entstanden die Aufnahmen für Norman Granz’ junges Verve-Label, bei denen u. a. das Encounters-Album eingespielt wurde. Danach wirkte Hawk bei einer Reunionsession des Fletcher Henderson Orchesters mit; im Dezember trat Hawkins im Fernsehen in der Sendereihe "The Sound of Jazz" auf. Außerdem ging Hawkins für Jazz at the Philharmonic auf Tournee; in diesem Zusammenhang entstanden ebenfalls im Oktober Live-Aufnahmen (Coleman Hawkins and Roy Eldridge at the Opera House).
„Es war ein indirektes Lehrer-Schüler-Verhältnis“, das Hawkins und Webster verband seit jenen Tagen, da Webster in der Fletcher-Henderson-Band dessen Stelle übernommen hatte: „Denn wo die Geschichte des Tenor-Saxophons mit Hawkins begonnen hatte, da war Webster der erste, der sie kreativ weiterschrieb, und so war es denn auch mehr als nur eine der ... »Der und der meets den und den«-Sessions, als der sensible Lyriker und der bisweilen feuerspeiende Drache am 16. Oktober 1957 endlich zum ersten Mal zusammen ins Studio gingen.“

## Editionsgeschichte
Das Album erschien unter den Nummern Verve MGV 8377 bzw. 2304169. Die erste CD-Edition (823 120-2) enthielt das Original-Album; die spätere, 1997 veröffentlichte Neuauflage zusätzlich die abgebrochenen Takes von "Blues for Yolande", in denen man die Entstehung des Titels beobachten kann. Zwei weitere bei dieser Session aufgenommene Titel, "Maria" und "Cocktails for Two", erschienen auf CD zunächst auf diversen Hawkins-Kompilationen wie "Compact Jazz" oder "Verve Jazz Masters" sowie auf dem Album Hawkins and Confrères (Verve 835255-2), gekoppelt mit 1958 entstandenen Aufnahmen Hawks mit dem Trompeter Roy Eldridge.

## Titel
1. "Blues for Yolande" (C. Hawkins)
2. "It Never Entered My Mind" (Rodgers und Hart)
3. "La Rosita" (Haenecken und O’Keefe)
4. "You’d Be So Nice to Come Home To" (Cole Porter)
5. "Prisoner of Love" (Columbo/Gaskill/Robin)
6. "Tangerine" (Mercer und Schertzinger)
7. "Shine On, Harvest Moon" (Norworth und Bayes)

## Musikalische Analyse und Bewertung des Albums
Digby Fairweather im "Jazz Rough Guide" bezeichnet das Encounters-Album als „das klassische musikalische Treffen zweier früherer Giganten“; Ralf Dombrowski bewertet es als ein ebenso unspektakuläres wie charmantes „Highlight der swingenden alten Schule“. Für den Hawkins-Biographen Teddy Doering ist das Album „eine Sternstunde nicht nur von Hawk, sondern auch von Webster. Beide Tenoristen teilen sich fast alle Soli, und das Peterson-Quartett sieht sich in der Rolle einer perfekt spielenden Begleitung“. Hawkins und Webster kennen sich seit den 1930er Jahren; und so ist diese Session „von einer gegenseitigen Bewunderung geprägt, aber auch von Respekt und Nähe. Dies wird immer dann deutlich, wenn einer vom anderen das Solo übernimmt, oder besser fortsetzt. Bis auf zwei Ausnahmen hat Hawk das erste Solo, Ben hat Zeit zuzuhören, und er geht dann, wenn die Reihe an ihm ist, auf das vorher Gespielte ein.“ In Never Entered My Mind und You'd Be So Nice To Come Home To eröffnete Webster mit dem ersten Solo. „Beide stellten ihre Geläufigkeit hintan und konzentrierten sich darauf, vor allem durch Ton, Liniengestaltung und solistische Dramaturgie zu glänzen.“ Bis auf das erste Stück der Platte, eine Blueskompistion von Hawkins, wählten sie dafür Stücke aus dem Great American Songbook.
„Unübertroffenes Meisterwerk der beiden ist "Blues for Yolande"; nach der rollenden, bluesbetonten Einleitung von Peterson hat erst Hawkins drei Chorusse, in denen er sich Schritt für Schritt steigert, bis zu jenem quietschenden Höhepunkt am Anfang des dritten Chorus. Dann kommt Webster, ganz verhalten zunächst, um nun seinerseits eine Steigerung zu unternehmen, aber nicht wie Hawk vom Ton her, sondern mit der Phrasierung.“
Webster „bläst seinen Mentor Coleman Hawkins schlicht an die Wand“, so urteilte Bob Blumenthal, Jazz-Autor unter anderem für den „Boston Phoenix“, in seiner Rezension, „für mich war das die Periode, in der sich Webster auf dem Höhepunkt seiner Ausdrucksfähigkeit befand.“ Richard Cook und Brian Morton verliehen im Penguin Guide to Jazz dem Album die Höchstnote. In einer BBC-Hörerumfrage wurde das Album auf den 32. Platz unter den 100 besten Jazzplatten aller Zeiten gewählt. Im „Rolling Stone Record Guide“ erhielt das Album mit fünf Sternen die Höchstbewertung.